# Nueva Zelanda en los Juegos Paralímpicos de Tel Aviv 1968
Nueva Zelanda estuvo representada en los Juegos Paralímpicos de Tel Aviv 1968 por un total de 18 deportistas, 17 hombres y una mujer.

## Medallistas
El equipo paralímpico neozelandés obtuvo las siguientes medallas:
| Nombre     | Deporte   | Evento                               |
| ---------- | --------- | ------------------------------------ |
| Oro        |           |                                      |
| Eve Rimmer | Atletismo | Jabalina C femenino                  |
| Plata      |           |                                      |
| Eve Rimmer | Atletismo | Peso C femenino                      |
| Eve Rimmer | Natación  | 50 m libre completa clase 4 femenino |
| Bronce     |           |                                      |
| Eve Rimmer | Atletismo | Disco C femenino                     |